# سد تشوسي
سد تشوسي هو سد جاذبية يقع في محافظة شيمانه في اليابان. يستخدم السد للسيطرة على الفيضانات وإمدادات المياه. تبلغ مساحة مستجمعات المياه في السد 7.8 كيلومتر مربع. يحجز السد حوالي 20 هكتارًا من الأرض عندما يمتلئ ويمكنه تخزين 2530 ألف متر مكعب من المياه. بدأ بناء السد في عام 1987 واكتمل في عام 1999. 